# Седых, Юрий Георгиевич
Ю́рий Гео́ргиевич Седы́х (11 июня 1955[…], Новочеркасск, Ростовская область — 14 сентября 2021, Понтуаз) — советский легкоатлет, метатель молота. Заслуженный мастер спорта СССР (1976).

## Биография
В 1972 году поступил в Киевский институт физкультуры. Воспитанник киевской школы метания молота. На международных соревнованиях выступал за ЦСКА.

### Спортсмен
В 1976 году практически никому не известный Юрий Седых в Монреале завоевал золотую олимпийскую медаль (77,52 м). В 1978 году стал чемпионом Европы. На Олимпиаде в Москве в 1980 году стал чемпионом с мировым рекордом (81,80 м), опередив Сергея Литвинова (80,64 м). В 1982 году вновь стал чемпионом Европы.
Победил на соревнованиях «Дружба-84» в Москве. В 1988 году в Сеуле завоевал серебро (83,76 м), уступив Сергею Литвинову (84,80 м).
30 августа 1986 года Седых установил при броске мировой рекорд — 86,74 м на чемпионате Европы в Штутгарте (ФРГ), который не побит до сих пор. В том же году стал победителем Игр доброй воли.
В 1991 году на закате карьеры единственный раз стал чемпионом мира.
На Игры 1992 года Юрий Седых не попал, уступив своим соперникам Андрею Абдувалиеву, Игорю Астапковичу и Игорю Никулину, которые в Барселоне получили полный комплект наград.

### После спорта
С начала 1990-х годов Седых с женой Натальей Лисовской жил в Париже, работал учителем физкультуры во французских школах и колледжах.

### Тренер
Седых тренировал французских метателей молота, например, Николя Фигера (80,88 м).

## Смерть
Урна с прахом захоронена в Пантеоне защитников Отечества в Мытищах.

## Семья
- Вдова Седых Наталья Лисовская является обладательницей рекорда мира в толкании ядра с 1987 года — 22,63 м.
- Дочь — Алексия Седых[англ.] (род. 13 сентября 1993 года), чемпионка летних юношеских Олимпийских игр 2010 года в Сингапуре в метании молота, выступающая за Францию.

## Результаты

### Соревнования
Все достижения — в метании молота:
- Чемпион Олимпийских игр (1976, 1980)
- Чемпион мира (1991)
- Чемпион Европы (1978, 1982, 1986)
- Чемпион СССР (1976, 1978—1981)
- Чемпион Игр доброй воли (1986)
- Серебряный призёр Олимпийских игр (1988)
- Серебряный призёр чемпионата мира (1983)
- Чемпион международных соревнований Дружба-84

## Награды
- Орден Ленина (1980)[10]
- Орден Октябрьской Революции (1985)
- Орден Почёта (Указ Президиума ВС СССР № 97 от 21.06.1989)